# Municipio de Van Buren (condado de Grant)
El municipio de Van Buren (en inglés: Van Buren Township) es un municipio ubicado en el condado de Grant en el estado estadounidense de Indiana. En el año 2010 tenía una población de 1934 habitantes y una densidad poblacional de 21,03 personas por km².

## Geografía
Según la Oficina del Censo de los Estados Unidos, tiene una superficie total de 91.97 km², de la cual 91.9 km² corresponden a tierra firme y (0.08%) 0.08 km² es agua.

## Demografía
Según el censo de 2010, había 1934 personas residiendo. La densidad de población era de 21,03 hab./km². De los 1934 habitantes, estaba compuesto por el 97.52% blancos, el 0.05% eran afroamericanos, el 0.36% eran amerindios, el 0.36% eran asiáticos, el 0.26% eran isleños del Pacífico, el 0.83% eran de otras razas y el 0.62% pertenecían a dos o más razas. Del total de la población el 1.24% eran hispanos o latinos de cualquier raza.